# Lilla Melodifestivalen 2003

## Final en Estocolmo
La final tuvo lugar en el SVT Studio de Estocolmo el sábado 4 de octubre con Victoria Dyring como presentadora. La ganadora, y representante de Suecia en el Festival de Eurovisión Junior 2003 fue la canción "Stopa Mig!" ("¡Párame!") del dúo femenino The Honeypies, formado por Rebeca y Julia. El jurado las dejó en tercera posición 10 puntos por detrás de Patrik Olsson y 12 de Daniel & Lukas, pero sorprendentemente Patrik solo recibió 10 puntos del público y el dúo nada, cuando The Honeypies se llevaron 50. Los 60 puntos, la máxima puntuación del televoto, fueron para Felix Hvit, que acabó segundo.
| Nr. | Artista         | Canción                | Compositores                                         | Votos  | Votos   | Votos | Posición |
| Nr. | Artista         | Canción                | Compositores                                         | Jurado | Público | Total | Posición |
| --- | --------------- | ---------------------- | ---------------------------------------------------- | ------ | ------- | ----- | -------- |
| 1   | Wednesday       | Det är så det ska va   | Paul Jacks, Daniel Edenvik, Mathias Thorhede         | 28     | 40      | 68    | 3º       |
| 2   | Vendela & Vera  | Vänner                 | Vendela Blomgren                                     | 22     | -       | 22    | 10º      |
| 3   | Daniel & Lukas  | Data-Hop               | Daniel Sjögren-Larsson y Lukas Jakobsson             | 44     | -       | 44    | 6º       |
| 4   | Sofie Ljungberg | Du finns i mitt hjärta | Sofie Ljungberg                                      | 38     | 30      | 68    | 4º       |
| 5   | V.Ä.N.N.E.R.    | För du är min vän      | Frida Jansson, Julia Gustafsson & Sofia Beckman      | 30     | -       | 30    | 8º       |
| 6   | Sebbe           | Om jag gillar nån      | Sebastian Böstrom                                    | 32     | -       | 32    | 7º       |
| 7   | The Honeypies   | Stoppa Mig!            | Rebecca Laakso                                       | 32     | 50      | 82    | 1º       |
| 8   | Dragonheartz    | Om Du                  | Felicia Jeverin, Maria-Pia Colton & Jennifer Larsson | 22     | -       | 22    | 10º      |
| 9   | Patrik Olsson   | Sommar & Sol           | Patrik Olsson                                        | 42     | 10      | 52    | 5º       |
| 10  | Felix Xvit      | För den jag är         | Felix Hvit                                           | 20     | 60      | 80    | 2º       |